# Viminella flagellum
Viminella flagellum is een zachte koraalsoort uit de familie Ellisellidae. De koraalsoort komt uit het geslacht Viminella. Viminella flagellum werd in 1863 voor het eerst wetenschappelijk beschreven door Johnson. 